# Concordiastolln
Der Concordiastolln ist eine stillgelegte bergmännische Anlage am Hirschberg zwischen der Bergstadt Platten und der Gemeinde Breitenbach (Potůčky) in Tschechien, die vom 19. bis zum 20. Jahrhundert betrieben und in der hauptsächlich Braunstein und Mangan abgebaut worden sind.

## Geschichte
Spätestens 1840 war der Stollen mit der benachbarten Maria-Theresia-Zeche konsolidiert. 1908 erwarb die Firma C. T. Petzold aus Wien Zeche und Stollen. Ab 1916 wurde im Concordiasstolln der Abbau von Mangan forciert, da im Ersten Weltkrieg der Bedarf an Mangan anwuchs. 1957/58 nochmals in Betrieb genommen, als in der Tschechoslowakei nach ertragreichen Zinnvorkommen gesucht wurde. Heute ist das Stollenmundloch neben dem ursprünglich dort befindlichen Zechenhaus verschüttet.